# Семпай і кохай
Семпай (яп. 先輩, букв. «товариш спереду») і кохай (яп. 後輩, ко:хай, букв. «товариш позаду») — японські терміни, що описують неформальні ієрархічні міжособистісні відносини, загальноприйняті в організаціях, гуртках, клубах, школах та на підприємствах Японії.

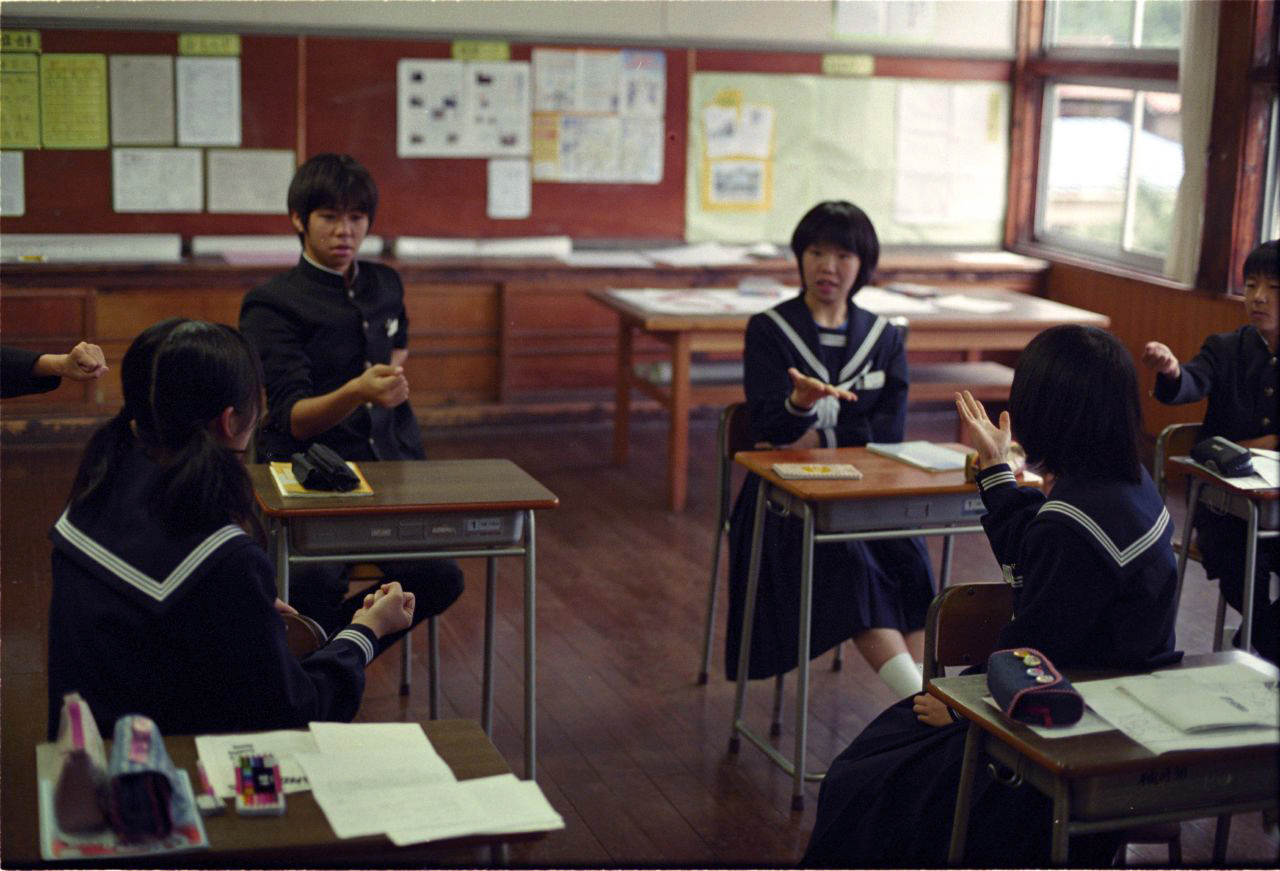
У японських школах з ранніх років прищеплюються відносини семпай-кохай, які є невід'ємною частиною повсякденного життя

Зазвичай семпаєм називають ту людину, яка має більше досвіду в тій чи іншій сфері. Якщо одна людина займається чимось довше за іншу, то вона — семпай. Кохай — протилежне поняття: людина, менш досвідчена в деякій сфері занять.
Людину можна назвати семпай, коли хтось є кохаєм відносно неї, і навпаки. Відносини такого типу встановлюються з того моменту, коли людина потрапляє до певного колективу. Кохай чемно ставиться до старшинства та досвіду семпая і звертається до нього у поважному тоні. Слово «семпай» також використовується як іменний суфікс, який додається до імені відповідної людини.

## Загальна концепція
Слово «семпай» в японській мові застосовується до більш досвідченої людини в певній сфері, яка зазвичай допомагає, дає пораду або пропонує свою дружбу новачкові або просто менш досвідченому члену суспільства, якого в такому випадку називають «кохай» як прояв подяки, поваги чи особистої відданості. Одночасно з цим семпай вважається другом, тому хто запропонував, проте в цілому ці відносини аналогічні відносинам опікуна і підопічного (mentor and mentee) в західній культурі, однак з тією різницею, що в Японії семпай і кохай повинні працювати/вчитися в одній організації.
Виникнення цього роду стосунків походить від конфуціанства, набору моральних і етичних доктрин, що прийшли в Японію з стародавнього Китаю і вийшли за межі різних аспектів японської філософії. Відношення «семпай — кохай» — це тип вертикальної ієрархії (наприклад, батько/дитина), яке підкреслює поважне ставлення до влади, ланцюжка підпорядкування, а також до людей похилого віку. Його створено для усунення внутрішньої конкуренції та зміцнення організації.
Згодом цей механізм дозволив передавати досвід і мудрість новим поколінням, і навіть розширювати знання, щоб підтримувати мистецтво викладання. Це також дозволяє розвивати корисний досвід взаємодії між двома важливими компонентами суспільства, оскільки кохай отримує досвід і мудрість від семпая, а семпай пізнає новий досвід від кохая і розвиває своє почуття відповідальності.

## Історія виникнення та розвитку
Система семпай — кохай існує в японській культурі й у японському суспільстві із самого зародження імперії. На її розвиток вплинули три чинники: конфуціанство, що прийшло з Китаю, традиційна японська система сімейних взаємин і давнє громадянське право.
Конфуціанство прийшло в Японію з Китаю приблизно між VI і IX століттями, але в Японії зазнало значної зміни, в основному соціального штибу, перетворившись на так зване «неоконфуціанство». Воно стало офіційною доктриною в період правління сьогунату Токугава (період Едо, з 1603 по 1867). Заповідь «синової відданості та благочестивості» як данина поваги лідеру домінувала в японській повсякденності того часу. Повага до старших і пошана до предків, яким навчало китайське конфуціанство, були добре сприйняті японцями, і це стало частиною їхнього повсякденного життя. Крім цього, як і інші впливи китайської культури, японці вибірково та належним чином «привласнили» конфуціанське почуття «лояльності» як вірність своєму пану чи імператору.
Концепція «вдома» (кит.: 家) і сімейних взаємин, також регульована конфуціанськими кодексами поведінки також справила величезний вплив на встановлення взаємин семпай — кохай як основоположних у японському суспільстві. Згідно з цією конфуціанською системою, батько, як голова сім'ї чоловічої статі, має абсолютну владу в сім'ї, а старший син успадковує сімейну власність і цю владу після його смерті. Згідно з кодексом, батько має владу як людина, яка отримала найвищий рівень освіти і яка має вищу етичну мудрість. Оскільки повага до начальства вважалася в японському суспільстві «чеснотою», дружина та діти мали йому підкорятися як начальнику будинку. На додаток до цього, у порядку спадкування від батька отримували спадок тільки повнолітні сини, ні старші дочки, ні неповнолітні діти не отримували нічого.
Останнім важливим фактором, який вплинув на цю систему взаємин став древній цивільний закон, яким офіційно почала керуватися Японська імперія з 1898 року. Він посилив правила старшинства у японському суспільстві і зміцнив традиційну сімейну систему, давши чіткі визначення ієрархії всередині неї. Ці закони були офіційно скасовані до 1947, після капітуляції Японії після її поразки у Другій світовій війні (тобто з падінням абсолютної монархії), проте ідеали, нею закладені, збереглися і в наступні роки як психологічний вплив на спосіб мислення японців.

## В суспільстві
Одне з головних місць, де відносини семпай — кохай застосовуються найбільше — це школа. Наприклад для тих, хто навчається в молодших і середніх школах і, особливо, у шкільних гуртках і клубах, семпаями є учні старших шкіл, до яких учні молодші виявляють окрему повагу. Зокрема у спортивних клубах, гуртках та секціях саме нові кохаї займаються базовими завданнями, такими як збирання м'ячів, прибирання ігрового поля та догляд за обладнання. Крім того, вони навіть часом займаються пранням верхнього одягу своїх симпаїв. Коли учні молодших класів вітають семпаїв, вони вклоняються їм на знак поваги.
У разі непокори семпаї мають право застосувати силу щодо своїх кохаїв. З усім тим, основною причиною такої поведінки є те, що член клубу може стати хорошим гравцем, тільки якщо отримає відповідні вказівки від тих, хто вже вміє грати, і слідуватиме вказівкам тренера та капітана, яким для новачка і є семпай. Як і в клубах, відносини в японських школах в цілому в основному залежать більше від віку, ніж здібностей учнів. ієрархія у взаєминах семпай — кохай аналогічні відносинам вчитель і учень, оскільки вчителя потрібно поважати в тому числі за вік і досвід, а також ніколи не ставити під сумнів правильність його дій.
Проте вже у коледжі відбуваються значні зміни у системі взаємовідносин. Оскільки однокласники майже не різняться за віком, система семпай — кохай не така сильна, як у відносинах між учнями старших та молодших класів, та полягає лише у взаємоповазі, і навіть підтримуванні ввічливості спілкуванні. Але незалежно від системи освіти, у середовищі вчителів система семпай — кохай заснована на їхньому академічному званні та досвіді, тобто насамперед — на стажі роботи.

### У будо
У будо семпаями називають тих, хто займається цим видом більше часу. Це звання є відносним. Якщо одна людина досвідченіша за іншу у певному вигляді будо, то вона буде семпаєм, менш досвідчена ж буде кохаєм. У додзьо дане звання буде отримано відразу після того, як людина почне займатися конкретним видом бойового мистецтва, і ці відносини не змінюватимуться зі зміною рангу в будо. Можлива така ситуація, коли кохай одержує вищий ранг, ніж семпай. У цьому випадку становище першого в додзьо буде вищим, ніж у другого, але він, як і раніше, залишається кохаєм, тільки з вищим рангом.
Семпаї також все ще учні в додзьо, однак вони є ними довше, ніж їхні кохаї, тому вони й називаються так. Оскільки семпаї знають більше про їхнє додзе і про вид бойового мистецтва, яким вони займаються, то вони навчають кохаїв правилам, етикету, манерам.
У ході тренувань багато кохаїв скаржаться на своїх семпаїв за те, що ті надто ними командують. Проте за правилами семпай не є командиром для кохая. Він має бути добрим наставником. Разом з тим кохаї повинні слухати не тільки сенсея, але й те, чого їх навчають семпаї.

## У мові
Правила ієрархії старшинства зображені у японській мові. Для їх позначення в лінгвістиці прийнято термін «кейго» (яп. 敬語, букв. — «Шанобливі слова») (в українській мові прийнято позначення «форми ввічливості»). Це є традицією японської мови. Вона ділиться на три категорії, які виділилися в 1950-х: сонкейго, кенсонго і тейнейго.
- Сонкейго (яп. 尊敬語) — це стиль ввічливої мови, який використовується при спілкуванні з людьми, які є для того, хто говорить, старшими за статусом. Використовується для позначення поваги до людини, у тому числі до її дій та вчинків[18].
- Кенсонго (яп. 謙 譲 語) — це стиль скромної мови. Його відмінність від попереднього полягає в тому, що в кенсонго промовець ставить себе нижче співрозмовника, тим самим ніби принижуючи власну значущість, у той час, як у сонкейго навпаки підвищується значущість співрозмовника[18].
- Тейнейго (яп. 丁寧語) — стиль ввічливої мови, у якому можна говорити як про власні дії, так і про дії інших людей, при цьому у ньому проявляється повага не до співрозмовника, а до того, про кого йдеться у діалозі. Характеризується використанням зв'язки «десу» і ввічливою формою дієслова із закінченням «-масу»[18].

У першому та другому стилях також існує певний набір виразів (дієслів, іменників або спеціальних префіксів) для вираження типу мови. іншим важливим правилом, яке використовується в будь-яких ієрархічних відносинах та стилях промови — використання почесних суфіксів при зверненні. Семпай під час розмови зі своїм кохаєм використовує суфікс «-кун» після прізвища чи імені незалежно від статі співрозмовника. Кохай же при розмові використовує суфікс «- семпай» після його прізвища або «-сан» після свого. У поодиноких випадках використовується суфікс "-сама ", що говорить про найвищий рівень поваги до співрозмовника. Причина використання саме суфіксів «-семпай», «-кун» або «-сан» полягає в тому, що, крім того, що відносини семпай-кохай засновані на повазі, їх зазвичай пов'язує дружба і взаємна довіра. Слово «семпай» також може використовуватися як займенник.

## В мистецтві

### У західному світі
У творах мистецтва, випущених поза Японією, відносини семпай — кохай показуються нечасто. Наприклад, їх можна спостерігати в романі «Східне сонце», який був написаний фантастом Майклом Крайтоном в 1992 році. Він розповідає про вбивство американки в японській компанії в Лос-Анджелесі та його головні герої-детективи підтримують даний вид взаємин, оскільки один з них свого часу жив у Японії та засвоїв деякі звички японського суспільства. В 1993 роман був екранізований.

### В аніме та манзі
Ці терміни також використовуються в середовищі отаку, часто з'являються в аніме та манзі як невіддільна частина японської культури. Закоханість у семпаїв досить поширена в Японії, і це відбивається на поширеності цієї теми в сьодзьо-манзі та літературних творах у жанрі романтики. Оскільки для цих термінів не існує задовільних аналогів іншими мовами, то в офіційних перекладах їх часто опускають, а в неофіційних (фенсаб, сканлейт) використовують без перекладу і як окремий термін, і як іменний суфікс.